# De kampioen (hoorspel)
De kampioen is een tweedelig hoorspel van Brian Hayles. A Finger On Kelly werd door de BBC uitgezonden op 9 september 1967. Anne Ivitch vertaalde en bewerkte het en de VARA zond het uit op 26 oktober, van 20.23 uur tot 21.55 uur, en op 2 november 1968, van 20.40 uur tot 22.00 uur. De regisseur was Jan C. Hubert.

## Rolbezetting
- Hans Veerman (Al Kelly)
- Jan Borkus (Jim Hannon, zijn manager)
- Jan Verkoren (Jacko, de trainer)
- Jan Wegter (Pat McKlusky)
- Fred Wiegman (Harry Torr, de uitdager)
- Harry Bronk (Piercy , zijn broer)
- Huib Orizand (Lou Prince, zijn manager)
- Trudy Libosan (Lisa)
- Corry van der Linden (Annie)
- Hans Karsenbarg (de radioverslaggever)
- Donald de Marcas & Rudi West (verslaggevers)
- Paula Majoor (Priscie)
- Nel Snel (een verpleegster)
- Frans Somers (de “Master of Ceremonies”)
- Floor Koen (een suppoost)
- Rudi West (een politieagent)

## Inhoud
Zojuist heeft Engeland een nieuwe kampioen in het middengewicht gekregen en zijn naam is Al Kelly. In een hard maar spectaculair gevecht heeft hij Bill Baines door knock-out in de zesde ronde verslagen. Na de eerste overwinningsroes - hij wordt door vele vrienden en bekenden gelukgewenst - blijken al spoedig zijn sportieve prestaties de overhand te krijgen op zijn persoonlijkheid en karakter. Met zijn manager Hannon, die hem met tact en beleid naar deze overwinning heeft kunnen begeleiden, raakt hij in conflict. Niet alleen doordat Hannon zijn meisje Priscie heeft “overgenomen”, maar ook omdat die niet kan voldoen aan zijn eisen, nu hij geen twee- maar vierduizend gulden vraagt voor een treffen met Harry Torr. Door deze situatie wordt Kelly voorlopig geschorst door de boksbond en is de titel weer vacant. Een kennismaking met het meisje Lisa heeft op de “overwonnen” Kelly een zeer gunstige invloed. Intussen staat er een nieuwe kampioenswedstrijd middengewicht boksen tussen zijn vriend Patrick McKlusky en Harry Torr op het programma. Lisa en Kelly zullen erbij zijn.